# Fumador passiu

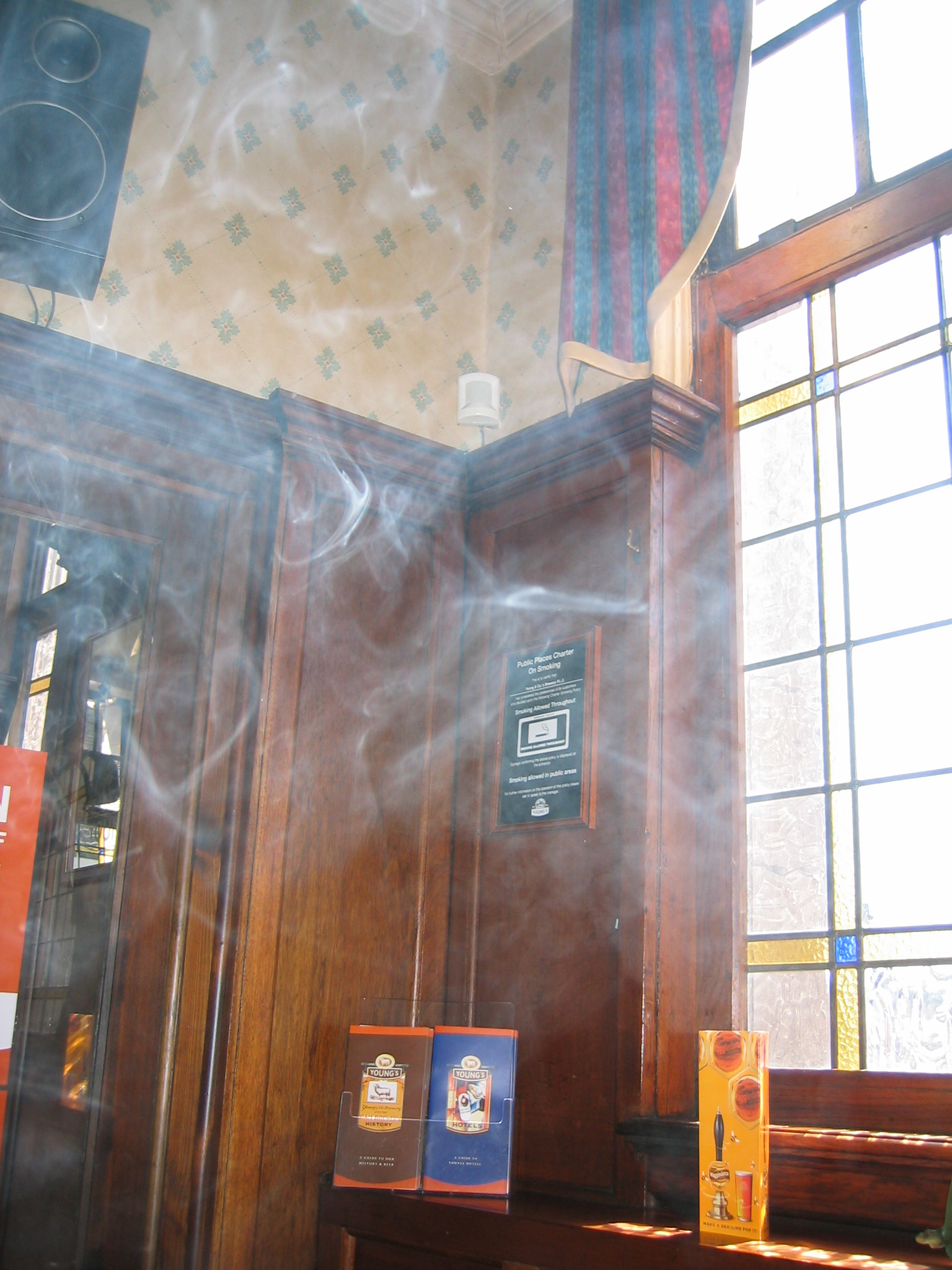
Fum de tabac en un bar on és permès fumar

El tabaquisme passiu és una forma de tabaquisme resultant de la inhalació involuntària del fum de tabac emès per la combustió de pipes, puros o cigarretes que expiren les persones que fumen o que surt directament de la cigarreta. Una cinquena part del fum inhalat pels fumadors passius és el que prové directament de cigarretes.
El fum de tabac respirat pels fumadors passius conté aproximadament la mateixa quantitat de nicotina que la que fumen els fumadors directament, a més de seixanta substàncies cancerígenes. El fumador passiu no aspira la cigarreta a través de cap filtre sinó que es veu obligat a respirar el fum que surt lateralment d'aquesta, i que té una composició diferent a la del fum inhalat pel fumador "actiu". En el fum que respira el fumador passiu, amb una temperatura inferior, es concentren els productes que resulten de la combustió incompleta. Això fa que tingui, per exemple, en comparació amb el fum del fumador "actiu", el triple de quantitat de monòxid de carboni (tòxic), set vegades més de benzè (cancerigen, inhalat i també absorbit a través de la pell, la ingesta d'alcohol -habitual en bars amb fumadors, per exemple- empitjora els seus efectes negatius), cent vegades més d'amoníac (irritant) i setanta vegades més de nitrosamines.
La concentració de nicotina a l'aire a les llars on hi ha fumadors, encara que en aquest moment no estiguin fumant, oscil·la entre 2 i 10 µg/m³.